# Tesoro Nacional Viviente (Japón)
Un Tesoro Nacional Viviente (人間国宝 Ningen Kokuhō?) es el nombre del título otorgado en Japón a ciertos maestros de trabajos manuales como el ukiyo-e, arte sobre papel, confección de espadas y alfarería, y a maestros de artes interpretativas como el bunraku, kabuki y varios festivales tradicionales (matsuri); este título es otorgado con el fin de preservar las técnicas y habilidades artísticas en peligro.
En 1950, el gobierno de Japón empezó a nombrar a ciertas personas o grupos que eran “portadores de bienes culturales intangibles importantes” ( 重要無形文化財保持者 jūyō mukei bunkazai hojisha?) como tesoros humanos, al mismo nivel que los lugares de gran valor cultural que eran designados como tesoros nacionales.

## Títulos otorgados
Entre las personas designadas como Tesoros Nacionales Vivientes se encuentran:
- Toyozo Arakawa (1894-1985), alfarero.
- Matsumoto Gennosuke (1924 – ), maestro de taiko, kagura y otras interpretaciones tradicionales en los matsuri.
- Shōji Hamada (1894-1978), alfarero.
- Kawase Hasui (1883-1957), artista de ukiyo-e.
- Imaizumi Imaemon XIII, alfarero.
- Manji Inoue, alfarero.
- Shinsui Itō (1888-1972), artista de ukiyo-e.
- Sakaida Kakiemon XIV (1994-2013), alfarero.
- Serizawa Keisuke (1895-1984), diseñador textil.
- Bandō Mitsugorō VIII (1906-1975), actor.
- Tatsuzo Shimaoka (1919-2007),[1] alfarero;
- Goro Yamaguchi (1933-1999), maestro de shakuhachi.
- Nakamura Jakuemon IV (1920 – ), actor onnagata de kabuki.
- Nakamura Utaemon VI (1917-2001), un actor onnagata de kabuki.
- Sakata Tōjūrō IV (1931 – ), actor de kabuki.
- Hibari Misora, Cantante femenina votada como la mejor cantante femenina de todos los tiempos.
- Jiro Ono (1925 – ), considerado como el mejor chef de sushi del mundo.